# Brachytoma
Brachytoma là một chi ốc biển, là động vật thân mềm chân bụng sống ở biển trong họ Drilliidae.

## Các loài
Các loài thuộc chi Brachytoma bao gồm:
- Brachytoma rioensis (Smith E. A., 1915)[2]
- Brachytoma rufolineata (Schepman, 1913)[3]
- Brachytoma tuberosa (Smith E. A., 1875)[4]